# Кешковский, Януш
Януш Казимеж Кешковский (пол. Janusz Kazimierz Kierzkowski, 26 февраля 1947 Борек — 19 августа 2011 Вроцлав) — бывший польский профессиональный трековый велогонщик, специализирующийся в гите. Бронзовый призёр Серебряный призёр Олимпийских игр в Мехико 1968 года. Чемпион мира 1973 в гите на 1000 метров. Чемпион Польши в гите 1969 года.

## Достижения
Олимпийские игры
- Мехико 1968
  -  — Гит 1000м
- Мюнхен 1972
  - 4-й — Гит 1000м
- Монреаль 1976
  - 4-й — Гит 1000м

Чемпионат мира
- Антверпен 1969
  -  Серебро в гите на 1000 м
- Сан-Себастьян 1973
  -  Чемпион мира в гите на 1000 м
- Монреаль 1974
  -  Бронза в гите на 1000 м
- Рокур 1975
  -  Бронза в гите на 1000 м

Чемпионат Польши
- -  Чемпион Польши на треке в гите. - 1969